# Stenostola alboscutellata
Stenostola alboscutellata är en skalbaggsart som beskrevs av Ernst Gustav Kraatz 1862. Stenostola alboscutellata ingår i släktet Stenostola och familjen långhorningar. Inga underarter finns listade i Catalogue of Life.